# Ord av evighet
Ord av evighet är en psalm diktad av Emil Liedgren och tryckt i Vår Lösen nr 19–20, 1919. Melodin är densamma som till Vaka, själ, och bed och är komponerad av Adam Drese 1698.
Texten anspelar på evangelietexten för den 12:e söndagen efter Trefaldighet som bär rubriken Vanmaktens ande. I evangelietexten (Markus 7:31–37) botar Jesus en dövstum med ordet effatá vilket betyder öppna dig. Psalmen beskriver den smärtfyllda situationen människan befinner sig i, då hon vill tala med Gud men finner att hon inte kan be. Psalmen avslutas med orden: säg ditt Effatá.

## Publicerad i
- Den svenska psalmboken 1937 som nr 414 under rubriken "Trons bevisning".
- Den svenska psalmboken 1986 som nr 284 under rubriken "Efterföljd - helgelse".
- Den Finlandssvenska psalmboken 1986 som nr 481 under rubriken "Ansvar och tjänande".